# Zbrodnia w Budowli
Zbrodnia w Budowli – mord dokonany w dniach 21 i 23 września 1939 roku w okolicach osady Budowla, w gminie Żydomla powiatu grodzieńskiego województwa białostockiego II Rzeczypospolitej. Ofiarami było co najmniej 7 polskich osadników wojskowych zamieszkałych w Budowli, sołtys wsi Marianówka, jeden porucznik Wojska Polskiego i jeden polski policjant; sprawcami – członkowie prosowieckiego komitetu wiejskiego we wsi Obuchowo, narodowości białoruskiej. Do zbrodni doszło w warunkach anarchii i bezprawia, jakie miały miejsce na ziemiach północno-wschodnich II Rzeczypospolitej w pierwszych dniach po napaści ZSRR na Polskę we wrześniu 1939 roku. Zabójstwa nosiły znamiona zbrodni przeciwko ludzkości. Tylko jeden ze sprawców został aresztowany i osądzony w 1942 roku. W latach 90. XX wieku prokuratura Republiki Białorusi odmówiła wszczęcia dochodzenia w ich sprawie ze względu na brak znamion przestępstwa.

## Tło historyczne
Według tezy Alfonsa Krysińskiego i Wiktora Ormickiego, terytorium gminy Żydomla wchodziło w skład tzw. zwartego obszaru białorusko-polskiego, to znaczy prawosławna ludność białoruska przeważała na terenach wiejskich, zaś w większych miejscowościach dominowali Polacy. Według spisu powszechnego z 1921 roku, gminę zamieszkiwało 4367 osób, w tym 2812 (64%) Białorusinów, 1549 (35%) Polaków i 6 Żydów. W latach międzywojennych na terenie gminy prowadzone było intensywne osadnictwo polskie, w trakcie którego powstało kilka osiedli osadników wojskowych. Ich obecność miała wzmocnić powiązanie tych ziem z Polską, faktycznie jednak doprowadziła do pogłębienia napięć na tle narodowościowym.
W wyniku napaści ZSRR na Polskę we wrześniu 1939 r. na terenie powiatu grodzieńskiego zaktywizowały się zbrojne grupy skomunizowanych chłopów i kryminalistów, zazwyczaj narodowości białoruskiej lub żydowskiej, działające z inspiracji ZSRR. Dokonywały one mordów i grabieży na zamożniejszych mieszkańcach, urzędnikach, policjantach i żołnierzach Wojska Polskiego, zazwyczaj narodowości polskiej.

## Przebieg wydarzeń
Po wkroczeniu Armii Czerwonej na terytorium II Rzeczypospolitej, we wsi Obuchowo miejscowi Białorusini sformowali prosowiecki komitet wiejski, na czele którego stanął Włodzimierz Januczenia. 20 września 1939 roku komitet ów polecił podległym mu zbrojnym grupom aresztowanie polskich osadników wojskowych z osady Budowla. Oficjalną przyczyną aresztowania miało być doprowadzenie ich na ważne zebranie w Obuchowie. Białoruska bojówka zatrzymała siedmiu osadników i jednego zamiejscowego polskiego policjanta, schwytanego przypadkowo:
1. Edwarda Nowaka,
2. Bolesława Przerazińskiego,
3. Jana Zawadzkiego,
4. Stanisława Szubę,
5. Piotra Krupę,
6. Jana Jagielskiego,
7. Władysława Janiszewskiego,
8. policjanta o nie ustalonym imieniu i nazwisku[3].

Aresztowani zostali zamknięci w piwnicy Białorusina o nazwisku Totoć. 21 września dołączono do nich porucznika Wojska Polskiego, schwytanego we wsi Komotowo, oraz sołtysa pobliskiej wsi Marianówka o nazwisku Ulida. Porucznikowi odebrano 7 tysięcy złotych. Kilka godzin później porucznika i sołtysa wyprowadzono na cmentarz prawosławny w Żydomli, gdzie obaj zostali zamordowani i pozbawieni ubrań. Zabójstwa dokonali członkowie kierownictwa prosowieckiego obuchowskiego komitetu wiejskiego:
1. Włodzimierz Aplewicz – komendant miejscowej prosowieckiej milicji, lat 24,
2. Paweł Aplewicz, lat 32,
3. Gabriel Jasiukiewicz, lat 24,
4. Jan Szyrko, lat 27[3].

Przez kolejne dwa dni uwięzieni osadnicy z Budowli byli torturowani i przesłuchiwani. Jedynym zarzutem, jaki im stawiano, był udział po stronie Polski w, mającej miejsce 20 lat wcześniej, wojnie polsko-bolszewickiej. 23 września około godziny 18:00 cała grupa aresztowanych została związana, wyprowadzona na zewnątrz i poprowadzona pod eskortą w kierunku Żydomli. Po przekroczeniu szosy skidelskiej, na polu, wszyscy zostali zamordowani w szczególnie okrutny sposób. Oprawcy wykorzystali osłonę ciemności i pogrzebali swoje ofiary na miejscu zbrodni, w świeżo zaoranej ziemi.
Zbiorowa mogiła została odkryta po kilku dniach. Odnalezione zwłoki osadników były w wymyślny sposób zmasakrowane. Jan Zawadzki i Stanisław Szuba byli związani drutem kolczastym plecami do siebie, ich ciała nosiły ślady okrutnych tortur, a w ustach znajdowała się ziemia. Jan Jagielski miał zerwaną skórę z brzucha. Bolesław Przeraziński miał rozpruty brzuch, w wyniku czego wnętrzności wylały się na uda i kolana. Piotrowi Krupie odrąbano górną część czaszki, pozostawiając jedynie dolną szczękę, natomiast głowa Edwarda Nowaka została rozcięta na pół.
Na podstawie zeznań świadków ustalono, że mordu na osadnikach dokonali:
1. Włodzimierz Januczenia – mieszkaniec Obuchowa, przewodniczący tamtejszego prosowieckiego komitetu wiejskiego; do 1938 kierownik miejscowej komórki Komunistycznej Partii Zachodniej Białorusi;
2. Włodzimierz Aplewicz, lat 24,
3. Paweł Aplewicz, lat 32,
4. Gabriel Jasiukiewicz, lat 24,
5. Michał Sidorczuk, lat 28,
6. Paweł Budryk, lat 36,
7. Włodzimierz Kowalczuk, lat 22,
8. Ignacy Nowik, lat 42,
9. Jan Szyrko, lat 27,
10. Froł Januczenia,
11. Eugenia Szostka, lat 18,
12. Piotr Śliziewicz,
13. Nikołaj Iwanowicz Patalota.

Wszyscy oni byli członkami prosowieckiego komitetu wiejskiego w Obuchowie.
Według późniejszych zeznań Włodzimierza Aplewicza, zabijani osadnicy na chwilę przed śmiercią nie mogli uwierzyć, że giną z rąk niedawnych sąsiadów, z którymi żyli dotychczas w dobrych stosunkach. Wielu z morderców pracowało wcześniej gospodarstwach osadników i często korzystało z ich pomocy, szczególnie na przednówku. Oprawcy i ofiary niejednokrotnie odwiedzali się wzajemnie na uroczystościach rodzinnych i nigdy nie było między nimi poważniejszych konfliktów.

## Następstwa
Po okrzepnięciu władzy sowieckiej, niektórzy ze zbrodniarzy zajęli posady w nowej administracji państwowej. Włodzimierz Januczenia w 1939 roku został nauczycielem w szkole podstawowej w Obuchowie. Pełnił tę funkcję do rozpoczęcia wojny niemiecko-sowieckiej w 1941 roku. Wkrótce potem został zastrzelony przez Niemców, prawdopodobnie za działalność komunistyczną. Włodzimierz Aplewicz jeszcze długo po dokonanej zbrodni nosił mundur zabitego porucznika Wojska Polskiego. Od 1939 pełnił funkcję komendanta miejscowej Milicji Obywatelskiej, potem pracował w fabryce. Przyłapany na kradzieży, został zesłany do łagru w okolice Archangielska.

### Proces w 1942 roku
W 1941 roku, w wyniku amnestii dla obywateli polskich, Włodzimierz Aplewicz został zwolniony z łagru i przedostał się do tworzącej się Armii Polskiej w ZSRR pod dowództwem gen. Władysława Andersa. Przydzielono go do Ośrodka Zapasowego 5 Dywizji Piechoty Kresowej i nadano funkcję adiutanta księdza kapelana Kiwińskiego. We wrześniu 1941 roku w Dżalalabadzie rozpoznali go synowie osadników z Budowli i Lerypola, którzy służyli w tej samej dywizji. Aplewicz został aresztowany, a następnie po kilkumiesięcznym śledztwie i procesie rozstrzelany 10 kwietnia 1942 roku. Proces pozwolił odkryć wiele szczegółów dotyczących zbrodni w gminie Żydomla.

### Próba podjęcia śledztwa w 1993 roku
Płk. Antoni Tomczyk, syn jednego z zamordowanych polskich osadników – ofiar zbrodni w sąsiedniej osadzie Lerypol, przez długi czas zajmował się zbieraniem materiałów i poszukiwaniem świadków w sprawie zbrodni w Budowli i Lerypolu. W 1993 roku złożył za pośrednictwem Głównej Komisji Badania Zbrodni przeciwko Narodowi Polskiemu wniosek do prokuratury Republiki Białorusi o przeprowadzenie formalnego śledztwa w sprawie mordów na polskich osadnikach z Budowli i Lerypola. Pomimo że zostały wskazane fakty i świadkowie, którzy mogli poszerzyć wiedzę na temat tych zbrodni, prokuratura białoruska odmówiła wszczęcia dochodzenia. Oficjalną przyczyną był brak znamion przestępstwa.
Białoruska prokuratura zignorowała przy tym fakt, że mordy w Budowli i Lerypolu noszą znamiona zbrodni przeciwko ludzkości, a co za tym idzie, nie ulegają przedawnieniu.